# Glyphodes confiniodes
Glyphodes confiniodes là một loài bướm đêm trong họ Crambidae.